# San José de Chicalulo
San José de Chicalulo ist eine Ortschaft im Departamento La Paz im südamerikanischen Anden-Staat Bolivien.

## Lage im Nahraum
San José de Chicalulo ist eine Ortschaft im Kanton Pacollo im Municipio Coroico in der Provinz Nor Yungas. Die Gemeinde liegt auf einer Höhe von 1063 m an der Mündung des Río Elena in den Río Huarinilla, der hier zum Río Coroico wird und flussabwärts in den Río Kaka mündet, einen Nebenfluss des Río Beni. 

## Geographie
San José de Chicalulo liegt am Ostrand der Cordillera Real in den bolivianischen Yungas, einer Übergangsregion zwischen dem Hochland der Anden (Altiplano) und dem tropischen Tiefland mit dem Amazonas-Regenwald. Das Klima ist ein typisches Tageszeitenklima, bei dem die mittleren Temperaturschwankungen im Tagesverlauf deutlicher ausfallen als im Jahresverlauf.
Die Jahresdurchschnittstemperatur der Ortschaft liegt bei etwa 22 °C (siehe Klimadiagramm Choro), die Monatsdurchschnittswerte schwanken zwischen 19 °C im Juni/Juli und 23 °C von Oktober bis März. Die durchschnittlichen Tageshöchsttemperaturen liegen ganzjährig zwischen 26 °C und 30 °C, die nächtlichen Tiefstwerte betragen im langjährigen Durchschnitt 11–12 °C im Juni/Juli und 18 °C im Dezember und Januar. Der durchschnittliche Jahresniederschlag beträgt 1300 mm, mit einer kurzen  Trockenzeit bei Monatswerten um 20 mm im Juni/Juli und Monatshöchstwerten von etwa 200 mm von Dezember bis Februar.

## Verkehrsnetz
San José de Chicalulo liegt in einer Entfernung von 94 Straßenkilometern nordöstlich von La Paz, der Hauptstadt des gleichnamigen Departamentos.
Von La Paz aus führt die asphaltierte Nationalstraße Ruta 3 über San José de Chicalulo vorbei an Coroico nach Santa Bárbara; von dort verläuft die Ruta 3 weiter in nordöstlicher Richtung über Caranavi, Yucumo und San Ignacio de Moxos nach Trinidad am Río Mamoré.

## Bevölkerung
Die Einwohnerzahl der Ortschaft ist im vergangenen Jahrzehnt nahezu unverändert geblieben:
| Jahr | Einwohner         | Quelle       |
| ---- | ----------------- | ------------ |
| 1992 | keine Detaildaten | Volkszählung |
| 2001 | 104               | Volkszählung |
| 2012 | 103               | Volkszählung |
| 2024 |                   | Volkszählung |